# Pablo González Reyes
Pablo Ignacio González Reyes (Santiago, Chile, 19 de noviembre de 1986) es un exfutbolista chileno que  jugaba de mediocampista. También destaca su paso por Universidad de Concepción, Ñublense, O'Higgins, Cobresal y Deportes Melipilla.

## Trayectoria
Tras haber integrado las divisiones inferiores de la Universidad Católica durante su adolescencia, en enero de 2007, fue promovido al primer equipo cuando estaba el entrenador peruano José Guillermo del Solar al mando del equipo cruzado en ese entonces, el cual iba a disputar el Torneo de Apertura.
El 27 de junio de 2007, de acuerdo al sitio web de Católica, se confirmó la partida a préstamo de González a la Universidad de Concepción, institución que confirmó días anteriores a este la contratación de Marcelo Barticciotto como entrenador. Sin embargo, en la escuadra del campanil logró conseguir su despegue futbolístico y fue pieza clave del subcampeonato de los penquistas en el Torneo Clausura a manos de Colo-Colo que ganaba su tetracampeonato.
Después de sus excelentes actuaciones en el "campanil" es citado por el técnico Marcelo Bielsa a una gira con la selección chilena a Asia, donde sufre una fractura.
En el año 2008 vuelve a Universidad Católica y partía a préstamo al club Curicó Unido. Sin embargo una nueva lesión, se lo impide. En el año 2009 continúa en Universidad Católica, esta vez tenido en cuenta por el técnico cruzado Marco Antonio Figueroa.
El 2010 llega en calidad de préstamo a Ñublense.
El 23 de diciembre de 2010, se anuncia su llegada a  O'Higgins de Rancagua. En diciembre de 2011 se sabe que González vuele a Universidad Católica luego de haber sido cedido a préstamo.

### Retorno a la Universidad Católica
Su reencuentro con el gol en la UC fue el 9 de agosto de 2012 contra el Blooming por la Copa Sudamericana. Posteriormente el 15 de agosto marca un gol frente a Audax Italiano por la Copa Chile 2012-2013.
El 2014 se hace oficial que se une a Deportes Iquique tras no ser considerado por Rodrigo Astudillo Técnico de Universidad Católica. En junio del mismo año, González luego de varios problemas dirigenciales deja los "Dragones Celestes" para posteriormente incorporarse al club archirrival de éste, San Marcos de Arica.

## Clubes
| Club                        | País      | Año       |
| --------------------------- | --------- | --------- |
| Universidad Católica        | Chile     | 2007      |
| Universidad de Concepción   | Chile     | 2007      |
| Universidad Católica        | Chile     | 2008-2009 |
| Ñublense                    | Chile     | 2010      |
| O'Higgins                   | Chile     | 2011      |
| Universidad Católica        | Chile     | 2012      |
| Cobreloa                    | Chile     | 2013      |
| Deportes Iquique            | Chile     | 2014      |
| San Marcos de Arica         | Chile     | 2014-2015 |
| Cobresal                    | Chile     | 2015-2016 |
| Cafetaleros de Tapachula    | México    | 2016-2017 |
| Club Deportivo Clan Juvenil | Ecuador   | 2017      |
| RoPS Rovaniemi              | Finlandia | 2017      |
| Deportes Melipilla          | Chile     | 2018      |
| FC Lusitanos                | Andorra   | 2018      |
| San Antonio Unido           | Chile     | 2019-2022 |

## Palmarés

### Campeonatos nacionales
| Título     | Equipo           | País  | Año     |
| ---------- | ---------------- | ----- | ------- |
| Copa Chile | Deportes Iquique | Chile | 2013-14 |

- Datos: Q7121644